# ثقبة عظمى
الثُقبَةُ العُظمَى (الإنجليزّية: Foramen magnum) فتحة كبيرة بيضويّة (ثقبة) في العظم القذاليّ في جمجمة البشر وعدة حيوانات أُخرى. وتُعتبر إحدى فتحات دائريّة أو بيضويّة (ثُقب) عديدة في قاعدة الجمجمة. يمر من خلال الثقبة العظمى النخاع الشوكيّ وهو امتداد البصلة السيسائيّة (النخاع المستطيل) التي تخرج من الجوف القحفيّ.

يعبر من خلالها النخاع المستطيل وأغشيته والشرايين الفقريّة والشريانان النخاعيان الأمامي والخلفيّ بالإضافة إلى الأغشية السقفيّة والأربطة الجناحيّة. كما يعبرها المكوّن الشوكيّ من العصب اللاحق (الإضافيّ) القحفي الحادي عشر باتجاه الجمجمة.

تُمثِّلُ الأُخيرَى (الإنجليزيّة: Opisthion) النقطة المتوسطة من الحافة الخلفيّة للثقبة العظمى وتُعتبر نقطة علام. كما أن القُوَيعِدَة  (الإنجليزيّة: Basion) وهي نقطة علام أُخرى تتوضع في منتصف الحافة الأماميّة للثقبة العظمى.

تُعتبر الثقبى العظمى معلم رئيسياً من معالم الجمجمة في الثدييات ثنائية الحركة. وتتصف الثقبى العظمى لدى الثدييات ثنائية الحركة بالتحدُّب الأمامي للحافة الأماميّة، وقد حدث هذا بسبب قصر قاعدة الجمجمة. وقد أظهرت دراسات أُجريت عن توضع الثقبة العظمى وجود صلة بين التأثيرات الوظيفية لكل من وضعية الوقوف والحركة على وضعية الثقبة العظمى. يتضح التحول إلى الأمام (التحدُّب الشديد) عند أشباه البشر ثنائية الحركة والبشر المعاصرين والأوسترالوبيثكس الأفريقيّ (قرد جنوبيّ إفريقيّ) وبارانثروبوس بويزي (إنسان بويزي الموازي). وقد استخدم ميشيل برونيه هذه السمة المشتركة بين أشباه البشر ثنائيات الحركة كحجةَ رئيسية في قوله بأن إنسان الساحل التشادي كان أيضاً ثنائيّ الحركة، وأنه قد يكون أول قرد ثنائي الحركة معروف. وقد أعطى هذا الاكتشاف العلماء شكلاً آخر لتعريف الثدييات ثنائية الحركة.

## تقسيماتها
يقسم الرباط الجناحيّ الذي يرتبك في كل جانب بحديبة اللقمة القذاليّة، يقسم الثقبة العظمى إلى مقصورة أماميّة صغيرة وخلفيّة كبيرة؛

تمر البنى الآتية من خلال المقصورة العظميّة الرباطيّة الأماميّة:
- الرباط القميّ ورأس المحور (الفقرة الرقبيّة أو العنقيّة الثانية)
- الحزمة العلويّة من الرباط المُتصالب
- الغشاء السقفيّ

فيما تمر البنى الآتية من خلال المقصورة الوعائيّة العصبيّة الخلفيّة:
- النهاية السفليّة للنخاع المستطيل (البصلة السيسائية) وسحاياها
- الجزء الرابع من الشريان الفقريّ مُحاطاً بالضفيرة الوديّة
- الجذور الشوكيّة للعصب الإضافيّ (اللاحق) القحفيّ الحادي عشر
- الشريانان النخاعيّان الأماميّ والخلفيّ
- لوزة المخيخ (أحياناً)

## حيوانات أخرى
عند البشر، تكون الثقبة العظمى تحت الرأس بشكل أبعد مما هي عليه عند القردة العليا الأخرى. وهكذا، فعند البشر، لا تحتاج عضلات العنق (بما فيها القذاليّة الجبهيّة) أن تكون قويّة لتثبيت الرأس إلى الأعلى. تفيد مقارنة وضعيّة الثقبى العظمى عند أنواع أشباه البشر الباكرة في تحديد مدى راحة بعض الأنواع المحددة في السير على قدمين بدلاً من أربع (ذوات الأربع).

## صور إضافيّة
- الجمجمة كما تُرى من الأسفل. أُشير إلى النخاع المستطيل (البصلة السيسائيّة) باللون الأحمر، حيث يعبر من خلال الثقبة العظمى.
- العظم القذاليّ، وقد لوِّنَت الثقبة العظمى باللون الأحمر.
- دماغ بشريّ بأم جافية سليمة. يمكن رؤية الثقبة العظمى كفتحة كبيرة في المركز.
- العظم القذاليّ (تُرى الأُخيرى باللون الأحمر).
- السطح الداخليّ للعظم القذاليّ (تُرى القويعدة باللون الأحمر).

## روابط خارجية
- "Anatomy diagram: 34257.000-1". Roche Lexicon - illustrated navigator. Elsevier. مؤرشف من الأصل في 2014-01-01.
- رسم ثلاثي الأبعاد يظهر موضع القويعدة على يوتيوب